# Michel Bernholc
Michel Bernholc (* 1941; † 5. Juni 2002) war ein französischer Musiker, Komponist, Arrangeur und Produzent.

## Leben
Bernholc arbeitete unter anderem mit Michel Berger, Véronique Sanson, Françoise Hardy, France Gall, Michel Jonasz, Catherine Lara, Julien Clerc, Jean-Jacques Goldman, Alain Chamfort, Claude François,  Michel Sardou, Gilbert Bécaud und Michel Delpech zusammen. Als Mike Steïphenson initiierte er das Projekt Burundi Steïphenson Black, das mit der Single Burundi Black zum Megaseller im Vereinigten Königreich wurde. 1986 beteiligte er sich am Charity-Projekt Les Enfoirés.
Am 5. Juni 2002 setzte er seinem Leben selbst ein Ende.

## Diskografie (Auswahl)

### Alben
- Parallele (1971)
- Patchwork Orchestra 3 (1974) (mit Vladimir Cosma)
- Les Bronzés (1978) (Soundtrack)

### Singles
- Burundi Black (1971) (als Burundi Steiphenson Black, UK #31, DE #46)
- Harmony Sounds N° 1 (1971) (als Mike Steïphenson)
- Slalom / Gengis-Khan (1972) (als Mike Steïphenson)
- Marabunta (1973) (als Burundi Black B)
- Harlem In White / Hold Up (1975) (als Mike Steïphenson)